# Frente Amplio (Paraguay)
El Partido Frente Amplio es un partido político paraguayo reconocido legalmente, fundado en el año 2002, y que utiliza la lista 12 y es miembro de la concertación Nacional Frente Guasú.  
En sus inicios fue una organización social progresista y de izquierda, que profundizó el rol de las organizaciones sociales y se presentó como una opción política para defender sus causas.
Tras el levantamiento popular contra la reelección de Nicanor Duarte Frutos, el partido puso énfasis en que los grupos sociales organizados deben participar en la actividad política y apoyó la candidatura de Fernando Lugo a la presidencia.
Este partido es el aval legal de la coalición BSP.
Actualmente se encuentra dentro del Pacto Alternativo Nacional PAN Paraguay.

## Dirigencia
Presidente: Pedro Almada Galeano
Vicepresidente: Víctor Bareiro Roa 
Secretario de Organización: Vicente Arévalo 
Secretario de Finanzas: Eleno Vera Cárdenas
Secretaria de Derechos Humanos: Cira Caballero 
Secretaria de Educación: Mirtha Chamorro 
Secretario de Relaciones: Dardo Ortiz Ramos 
Secretario de comunicación: Juan Manuel Notario Cáceres 
Secretario de Asuntos Estratégicos: Raúl Vera